# BCM U Pitești
El BCM U Piteşti es un equipo de baloncesto rumano con sede en la ciudad de Piteşti, que compite en la Liga Națională, la máxima competición de su país. Disputa sus partidos en la Sala Sporturilor Trivale, con capacidad para 2000 espectadores.

## Posiciones en liga
| - 1999 (14) - 2000 (1) - 2001 (6) - 2002 (4) - 2003 (8) - 2004 (10) - 2005 (9) - 2006 (8) - 2007 (3) | - 2008 (9) - 2009 (8) - 2010 (6) - 2011 (8) - 2012 (9) - 2013 (11) - 2014 (6) - 2015 (5) |

## Palmarés
- Campeón Liga Rumana -  2000
- Subcampeón Liga Rumana -  2007
- Campeón Copa Rumana -  2012
- Campeón Supercopa Rumana -  2013

## Jugadores destacados
| - Drasko Albijanic - Igor Tadic - John Clark - Corey Hallett - Aron Molnar - Pankracije Barac - Ante Krapic - Mirko Soyer - Marius Pociukonis - Zygimantas Sestokas - Zeljko Bubanja - Bojan Grubisic - Stevan Milosevic - Darko Vujacic - Toyin Orishadare - Ousmane Barro - Gregor Belina - Nikola Bilos | - Zeljko Bojovic - Sasa Bratic - Nikola Cumic - Dalibor Djapa - Srdjan Djuric - Mirko Kovac - Nemanja Kovacevic - Nemanja Maric - Zoran Milovic - Djordje Pantelic - Marko Pavlovic - Radenko Pilcevic - Milos Plecas - Slobodan Popovic - Bojan Radetic - Nikola Razic - Dragan Simunovic - Edi Sinadinovic | - Djordje Tatic - Dragan Tomic - Uros Velickovic - Sinisa Zindovic - Yurii Frasenyuk - Sergei Sekatski - Keith Butler - Louis Darby - Reggie Elliott - Krystopher Faber - Elbert Fuqua - Donte Gennie - Bernard Haslett - Elliot Hatcher - Jermont Horton - Damien Kinloch - David Lawrence - Troy Mack | - Tyrone Mack - Belgassem Ndoum - Thomas Shewmake - Ben Stywall - Ken Tutt - Lamonte Ulmer - Dan Waterstradt - Marko Sutalo - Anton Kazarnovski - Bojan Gnjato - Ivan Stefanovic - Bambale Osby - Besim Tafilaj - Darryl Jackson - Marcel Jones |